# Maxi Morález
Maximiliano Nicolás Morález, meglio noto come Maxi Morález (Granadero Baigorria, 27 febbraio 1987), è un calciatore argentino, centrocampista del New York City.

## Caratteristiche tecniche
Giocatore offensivo, può ricoprire sia il ruolo di trequartista che quello di seconda punta.
Definito dagli argentini El Nano per via dei suoi 159 centimetri registrati alla visita medica, è un destro naturale e fa delle sue qualità migliori la rapidità e la tecnica, oltre all'astuzia e alla fantasia nella trequarti di campo. Ha un 39 di piede ed è dotato di un ottimo tocco di palla./
È soprannominato anche El Frasquito ("il barattolino"), perché "il rumore del tappo che si muove sul frasquito, è il rumore di quando calcia lui" .

## Carriera

### Club

#### Gli inizi in Argentina e la parentesi in Russia
Morález inizia la sua carriera professionistica nel Racing Avellaneda durante il Campionato argentino di Clausura 2005, debuttando nella partita del 12 giugno contro il Colón (2-2). Sotto la guida di Simeone nel 2006 diventa titolare sia nella squadra di Avellaneda che nella Nazionale Under-20 di calcio dell'Argentina. Nell'agosto del 2007 si trasferisce a titolo definitivo nella Premier League russa, tra le file del FK Mosca per un importo di circa 7 milioni di dollari.
Nel campionato russo disputa 6 partite senza siglare alcuna rete e dopo sei mesi ritorna al Racing Avellaneda in prestito. Nella stagione 2007-2008 aiuta la sua squadra nei play-out di Primera Division contro il Belgrano siglando la rete che ha permesso al Racing di rimanere nel massimo campionato argentino. Nel gennaio del 2009 viene acquistato a titolo definitivo dal Vélez Sársfield per 1,92 milioni di euro. Durante i suoi primi sei mesi aiuta la squadra a conquistare il Campionato di Clausura 2009 disputando 14 partite e segnando 5 reti. Proprio un suo gol ha regalato il titolo alla squadra di Buenos Aires, nello scontro diretto contro l'Huracán (1-0 per il Vélez). Nella torneo di Apertura seguente è il miglior marcatore della squadra con 5 reti (insieme a Jonathan Cristaldo).
Il 5 marzo 2011 rinnova il suo contratto col Fortin fino al 2013. Durante questo semestre vince il suo secondo campionato di Clausura con il club giocando 14 partite e segnando 4 gol. In questa stessa stagione disputa 11 partite su 12 di Coppa Libertadores segnando 5 reti. Il 26 luglio il giocatore dichiara che la stagione successiva lascerà la squadra argentina per accasarsi alla squadra italiana dell'Atalanta.

#### Atalanta

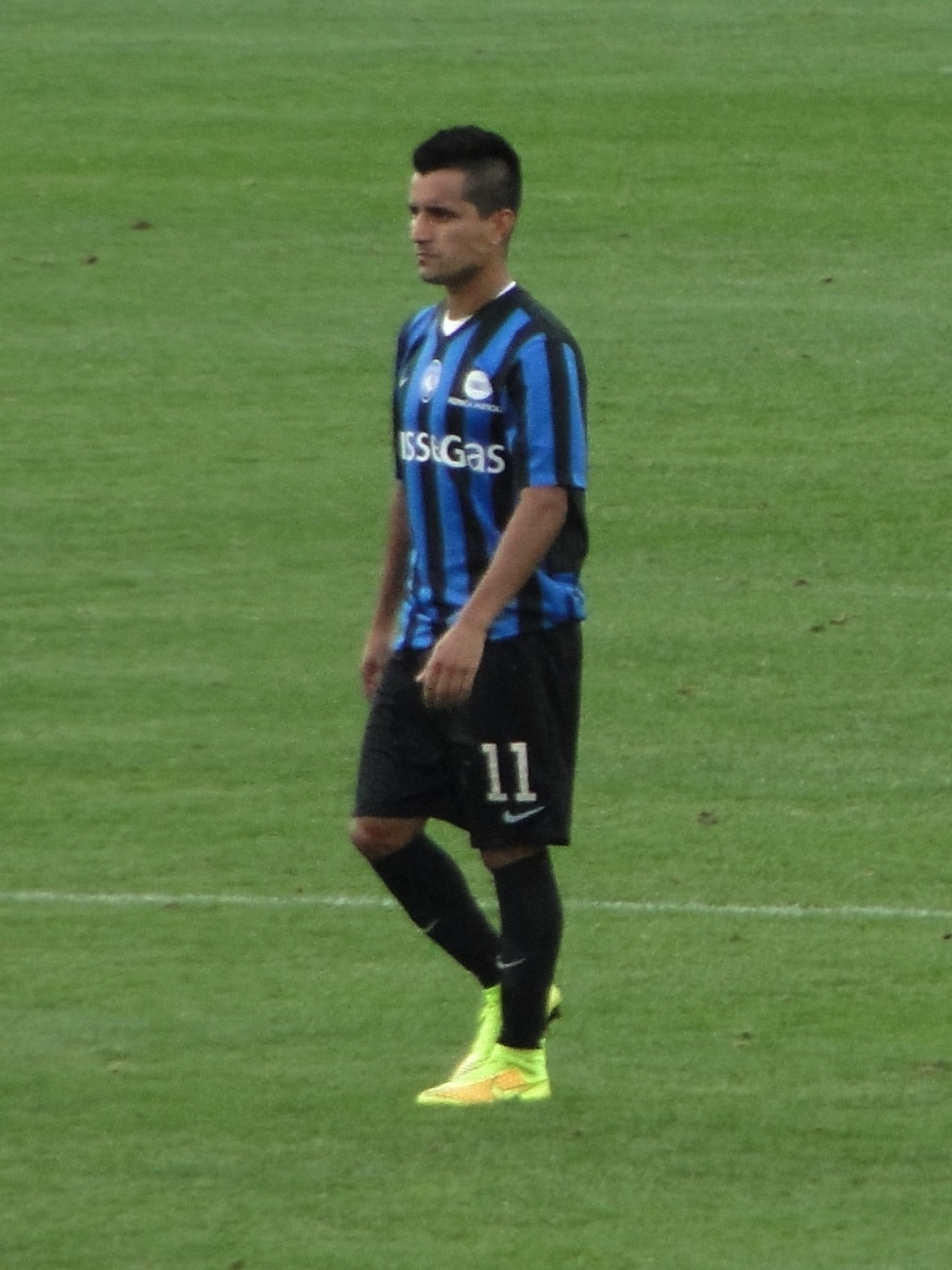
Maxi Morález con la maglia dell'Atalanta nella stagione 2014-2015.

Giunto in Italia, per la sua prima stagione in nerazzurro indossa la maglia numero 11. Il giocatore è stato acquistato dal club argentino per poco meno di 7 milioni di dollari (meno di 5 milioni di euro), stipulando un contratto quinquennale. Nella stagione 2011-2012 risulta essere il calciatore più basso della serie A italiana con 159 cm.
Esordisce con la nuova maglia il 21 agosto 2011 nell'incontro valido per il terzo turno di Coppa Italia in cui la squadra bergamasca ha affrontato il Gubbio. In questa partita segna il gol del momentaneo pareggio (la partita finirà 4-3 per gli umbri).
L'11 settembre 2011 esordisce in Serie A nell'incontro che ha visto affrontare all'Atalanta il Genoa a Marassi. Nella stessa partita, che finirà 2-2, realizza una doppietta. Poche giornate dopo, nella partita esterna vinta 1-2 con il Parma, mette a segno un'altra doppietta con cui sale a quota 4 reti. Segna altri due gol contro Palermo e Chievo Verona, conconludendo la stagione con 7 reti in 35 gare totali.
Nella stagione 2012-2013 non riesce a riconfermarsi, andando in rete una sola volta, il 26 settembre 2012 nella gara persa per 2-1 con il Catania, in 31 partite.
Nella stagione 2013-2014 torna invece ai livelli della sua prima stagione in Italia, segnando il suo primo gol in campionato ancora contro il Chievo nella vittoria esterna del 5 ottobre 2013, consegnando la vittoria ai suoi (1-0). Il 22 dicembre realizza il gol che conclude l'imbattibilità di Gianluigi Buffon, portiere della Juventus, che durava da 745 minuti; la Juventus, però, vincerà per 4-1. Chiude la stagione con un bottino di 5 reti in 32 presenze in campionato, venendo riconfermato in squadra anche per la stagione 2014-2015, nel corso della quale segna 4 reti nel girone d'andata. Segna poi un'ulteriore rete nel girone di ritorno, chiudendo la stagione come terzo miglior marcatore dei bergamaschi con 5 reti (dietro a Pinilla con 6 e a Denis con 8 reti), risultando decisivo per la salvezza della sua squadra.
Inizia la stagione 2015-2016 segnando una rete nel terzo turno di Coppa Italia contro il Cittadella; segna il suo primo gol stagionale in campionato il 20 settembre 2015 nella partita casalinga pareggiata 1-1 contro l'Hellas Verona.
Quel gol corrisponde anche all'ultimo siglato in maglia nerazzurra, dal momento che nella successiva sessione di calciomercato viene ceduto, dopo complessive 148 presenze (142 in Serie A e 6 in Coppa Italia) e 20 gol (18 in Serie A e 2 in Coppa Italia).

#### Leon
Il 31 dicembre 2015 viene acquistato a titolo definitivo per 4 milioni di dollari (circa 3,7 milioni di euro) dal Leon, formazione della massima serie messicana.
Il 9 gennaio esordisce con la nuova maglia subentrando nella ripresa nell'incontro vinto 2-0 contro il Santos Laguna valido per la prima giornata del campionato di Clausura 2016. La giornata successiva sigla la prima rete con la nuova maglia, segnando il gol del definitivo 3 a 1 contro il Veracruz. Chiude la sua prima stagione in Messico con 4 reti in 18 presenze in campionato ed una rete in 2 presenze in Coppa del Messico.

#### New York City
Il 15 febbraio 2017 viene annunciato il suo ingaggio per 3 milioni di euro con un contratto triennale da parte del New York City, club della MLS. Segna il suo primo gol con la nuova maglia il 12 marzo 2017, nella vittoria casalinga per 4-0 contro il D. C. United.
L'11 dicembre 2021, nell'incontro finale della stagione di Major League Soccer, Morález segna uno dei calci di rigore che consentono alla sua squadra di battere i Portland Timbers con un punteggio totale di 4-2 e vincere il primo titolo nazionale della sua storia.

#### Il ritorno in Argentina
Il 23 dicembre 2022 viene ufficializzato il ritorno del fantasista argentino al Racing Club.
Il 20 gennaio fornisce un assist nella vittoria per due reti ad uno contro il Boca Juniors, valevole per la Supercopa argentina. Verso l'inizio di agosto, il giocatore ha deciso di rescindere il contratto con la società argentina dopo la rottura totale con essa: ha affermato che non venisse schierato regolarmente e che il suo minutaggio fosse apparentemente scarso, e che questi due fattori lo avrebbero portato a questa decisione.

### Nazionale
Nel 2007 è stato convocato nella squadra Under-20 dell'Argentina per il campionato sudamericano Under--20 in Paraguay. Qualche mese dopo ha aiutato la squadra dei giovani albiceleste a vincere il Mondiale Under-20 disputatosi in Canada. Durante quella rassegna ha ottenuto la Silver ball come secondo miglior giocatore e la Bronze shoe come terzo miglior marcatore.
Il 15 novembre 2010 viene convocato per la prima volta in nazionale maggiore dall'allora allenatore Sergio Batista. Ha fatto il suo debutto in ambito internazionale il 16 marzo 2011 nell'amichevole vinta per 4-1 dall'Argentina contro il Venezuela.

## Statistiche

### Presenze e reti nei club
Statistiche aggiornate al 1 dicembre 2023.
| Stagione                 | Squadra                  | Campionato               | Campionato | Campionato | Coppe nazionali | Coppe nazionali | Coppe nazionali | Coppe continentali | Coppe continentali | Coppe continentali | Altre coppe | Altre coppe | Altre coppe | Totale | Totale |
| Stagione                 | Squadra                  | Comp                     | Pres       | Reti       | Comp            | Pres            | Reti            | Comp               | Pres               | Reti               | Comp        | Pres        | Reti        | Pres   | Reti   |
| ------------------------ | ------------------------ | ------------------------ | ---------- | ---------- | --------------- | --------------- | --------------- | ------------------ | ------------------ | ------------------ | ----------- | ----------- | ----------- | ------ | ------ |
| 2004-2005                | Racing Club              | PD                       | 4          | 0          | -               | -               | -               | -                  | -                  | -                  | -           | -           | -           | 4      | 0      |
| 2005-2006                | Racing Club              | PD                       | 15         | 1          | -               | -               | -               | -                  | -                  | -                  | -           | -           | -           | 15     | 1      |
| 2006-2007                | Racing Club              | PD                       | 33         | 7          | -               | -               | -               | -                  | -                  | -                  | -           | -           | -           | 33     | 7      |
| ago. 2007                | Racing Club              | PD                       | 1          | 0          | -               | -               | -               | -                  | -                  | -                  | -           | -           | -           | 1      | 0      |
| ago.-nov. 2007           | FK Mosca                 | PL                       | 6          | 0          | CR              | 0               | 0               | -                  | -                  | -                  | -           | -           | -           | 6      | 0      |
| gen.-giu. 2008           | Racing Club              | PD                       | 18         | 2          | -               | -               | -               | -                  | -                  | -                  | -           | -           | -           | 18     | 2      |
| 2008-gen. 2009           | Racing Club              | PD                       | 18         | 5          | -               | -               | -               | -                  | -                  | -                  | -           | -           | -           | 18     | 5      |
| gen.-giu. 2009           | Vélez Sarsfield          | PD                       | 14         | 5          | -               | -               | -               | -                  | -                  | -                  | -           | -           | -           | 14     | 5      |
| 2009-2010                | Vélez Sarsfield          | PD                       | 26         | 7          | -               | -               | -               | CS+CL              | 6+8                | 0+0                | -           | -           | -           | 40     | 7      |
| 2010-2011                | Vélez Sarsfield          | PD                       | 32         | 8          | -               | -               | -               | CS+CL              | 1+11               | 0+5                | -           | -           | -           | 44     | 13     |
| Totale Vélez Sársfield   | Totale Vélez Sársfield   | Totale Vélez Sársfield   | 72         | 20         |                 | -               | -               |                    | 26                 | 5                  |             | -           | -           | 98     | 25     |
| 2011-2012                | Atalanta                 | A                        | 34         | 6          | CI              | 1               | 1               | -                  | -                  | -                  | -           | -           | -           | 35     | 7      |
| 2012-2013                | Atalanta                 | A                        | 29         | 1          | CI              | 2               | 0               | -                  | -                  | -                  | -           | -           | -           | 31     | 1      |
| 2013-2014                | Atalanta                 | A                        | 32         | 5          | CI              | 1               | 0               | -                  | -                  | -                  | -           | -           | -           | 33     | 5      |
| 2014-2015                | Atalanta                 | A                        | 30         | 5          | CI              | 1               | 0               | -                  | -                  | -                  | -           | -           | -           | 31     | 5      |
| 2015- gen. 2016          | Atalanta                 | A                        | 17         | 1          | CI              | 1               | 1               | -                  | -                  | -                  | -           | -           | -           | 18     | 2      |
| Totale Atalanta          | Totale Atalanta          | Totale Atalanta          | 142        | 18         |                 | 6               | 2               |                    | -                  | -                  |             | -           | -           | 148    | 20     |
| gen.-giu. 2016           | León                     | PD                       | 18         | 4          | CM              | 2               | 1               | -                  | -                  | -                  | -           | -           | -           | 20     | 5      |
| 2016-feb. 2017           | León                     | PD                       | 16         | 2          | CM              | 5               | 0               | -                  | -                  | -                  | -           | -           | -           | 21     | 2      |
| Totale León              | Totale León              | Totale León              | 34         | 6          |                 | 7               | 1               |                    | -                  | -                  |             | -           | -           | 41     | 7      |
| 2017                     | New York City            | MLS                      | 29+2       | 5          | USOC            | 1               | 0               | -                  | -                  | -                  | -           | -           | -           | 32     | 5      |
| 2018                     | New York City            | MLS                      | 32+3       | 8+1        | USOC            | 0               | 0               | -                  | -                  | -                  | -           | -           | -           | 35     | 9      |
| 2019                     | New York City            | MLS                      | 29+1       | 7          | USOC            | 3               | 1               | -                  | -                  | -                  | -           | -           | -           | 33     | 8      |
| 2020                     | New York City            | MLS                      | 11+1       | 1          | -               | -               | -               | CCL                | 4                  | 0                  | MisB        | 4           | 1           | 20     | 2      |
| 2021                     | New York City            | MLS                      | 30+4       | 3+1        | -               | -               | -               | LC                 | 1                  | 0                  | -           | -           | -           | 35     | 4      |
| 2022                     | New York City            | MLS                      | 29+2       | 2+2        | USOC            | 2               | 0               | CCL                | 4                  | 1                  | CC          | 1           | 1           | 38     | 6      |
| Totale New York City     | Totale New York City     | Totale New York City     | 160+13     | 26+4       |                 | 6               | 1               |                    | 9                  | 1                  |             | 5           | 2           | 193    | 34     |
| 2023                     | Racing Club              | PD                       | 17         | 1          | CA              | 2               | 0               | CS+CL              | 0+3                | 0                  |             | -           | -           | 22     | 1      |
| Totale Racing Avellaneda | Totale Racing Avellaneda | Totale Racing Avellaneda | 106        | 16         |                 | 2               | 0               |                    | 3                  | 0                  |             | -           | -           | 111    | 16     |
| Totale carriera          | Totale carriera          | Totale carriera          | 533        | 90         |                 | 21              | 4               |                    | 38                 | 6                  |             | 5           | 2           | 597    | 102    |

### Cronologia presenze e reti in nazionale
| Cronologia completa delle presenze e delle reti in nazionale ― Argentina | Cronologia completa delle presenze e delle reti in nazionale ― Argentina | Cronologia completa delle presenze e delle reti in nazionale ― Argentina | Cronologia completa delle presenze e delle reti in nazionale ― Argentina | Cronologia completa delle presenze e delle reti in nazionale ― Argentina | Cronologia completa delle presenze e delle reti in nazionale ― Argentina | Cronologia completa delle presenze e delle reti in nazionale ― Argentina | Cronologia completa delle presenze e delle reti in nazionale ― Argentina |
| Data                                                                     | Città                                                                    | In casa                                                                  | Risultato                                                                | Ospiti                                                                   | Competizione                                                             | Reti                                                                     | Note                                                                     |
| ------------------------------------------------------------------------ | ------------------------------------------------------------------------ | ------------------------------------------------------------------------ | ------------------------------------------------------------------------ | ------------------------------------------------------------------------ | ------------------------------------------------------------------------ | ------------------------------------------------------------------------ | ------------------------------------------------------------------------ |
| 16-3-2011                                                                | San Juan                                                                 | Argentina                                                                | 4 – 1                                                                    | Venezuela                                                                | Amichevole                                                               | -                                                                        | 55’                                                                      |
| Totale                                                                   |                                                                          | Presenze                                                                 | 1                                                                        |                                                                          | Reti                                                                     | 0                                                                        |                                                                          |

## Palmarès

### Club

#### Competizioni nazionali
- Campionato MLS: 1

New York City: 2021
- Supercopa Internacional: 1

Racing Avellaneda: 2022

#### Competizioni internazionali
- Campeones Cup: 1

New York City: 2022

### Nazionale
- Campionato mondiale Under-20: 1

2007

### Individuale
- MLS Best XI: 1

2019